# Irune Dorado
Irune Dorado Alosete (* 22. März 2008 in Pozuelo de Alarcón) ist eine spanische Fußballspielerin. Zumeist wird sie als zentrale Mittelfeldspielerin eingesetzt.

## Karriere

### Verein
Irune Dorado begann ihre Vereinslaufbahn mit sechs Jahren bei der Asociación Cultural y Deportiva Fátima, einem Fußballklub aus dem Madrider Stadtteil Carabanchel. Im Jahr 2017 schloss sie sich der Jugend von Atlético Madrid an, wo sie vier Saisons verbringen sollte. Im Sommer 2021 wechselte die 13-jährige Irune Dorado schließlich zum Stadtrivalen Real Madrid, wo sie zunächst Teil der U16-Mannschaft (Cadete) war. Von 2022 bis 2024 spielte sie in der A-Jugend (Juvenil) der Königlichen und debütierte am 28. Oktober 2023 in den Reihen der B-Mannschaft des Klubs, die zu jener Zeit in der Segunda Federación vertreten war und in dieser Saison den Aufstieg in die Primera Federación erreichen sollte. Im Juni 2024 gewann sie mit der U19 von Real Madrid durch ein 2:1 im Endspiel gegen den FC Barcelona die erstmals vom spanischen Verband organisierte Klubmeisterschaft dieser Altersklasse.
Am 31. Januar 2025 feierte Irune Dorado in einem Meisterschaftsspiel gegen Espanyol Barcelona ihr Debüt im Profikader von Real Madrid, nachdem sie in der 67. Minute für Filippa Angeldal eingewechselt worden war.

### Nationalmannschaft
Irune Dorado, die in den Jahren 2022 und 2023 mehrere Freundschaftsspiele für die U15 und U16 ihres Landes bestritten hatte, debütierte am 11. Januar 2024 in der Spanischen U-17-Nationalmannschaft. Mit dieser gewann sie bei der Endrunde der EM 2024 durch ein 4:0 im Endspiel gegen England den Titel. Sie selbst kam in allen fünf Spielen zum Einsatz. Einige Monate später nahm Irune Dorado auch an der U17-Weltmeisterschaft teil, bei der sie mit ihrer Landesauswahl erst im Endspiel den Nordkoreanerinnen im Elfmeterschießen mit 3:4 unterlag. Irune Dorado bestritt erneut alle Endrundenspiele. Ihr Debüt in der U19 Spaniens feierte die erst 16-Jährige am 27. November 2024 im Zuge der EM-Qualifikation. Bei der Endrunde im Juni des darauffolgenden Jahres gewann sie durch einen 4:0-Finalsieg gegen Frankreich den Titel. Sie brachte es im Turnier auf fünf Einsätze und ein Tor.

## Erfolge und Ehrungen
Nationalmannschaft
- U-19-Europameisterschaft: 2025
- U-17-Europameisterschaft: 2024